# Mohammed Aziz Bouattour
Mohammed Aziz Bouattour (arabe : محمد العزيز بوعتور), né en 1825 à Tunis et mort en 1907 à La Marsa, est un homme politique tunisien.

## Biographie
Né dans la maison familiale de la rue du Pacha à Tunis, l'actuelle bibliothèque Dar Ben Achour, il est issu d'une famille patricienne descendant du calife Othmân ibn Affân, installée à Sfax au XVIIIe siècle puis à Tunis à la fin du même siècle. Son grand-père et ses oncles accèdent à un rang élevé dans la société de Tunis grâce au notariat et à la chancellerie de l'État. Bouattour suit le parcours de sa famille et devient secrétaire de la chancellerie (diwan el incha), sous la direction du premier secrétaire (bach kateb), Mohamed Lasram IV. Lors de la mort de celui-ci, Ibn Abi Dhiaf, secrétaire particulier du jeune souverain Sadok Bey, est pressenti pour succéder à Lasram mais ses penchants réformistes et ses nombreuses critiques compromettent sa nomination ; Mustapha Khaznadar lui préfèrent le jeune Bouattour, secondé par un ancien ouléma, Mahmoud Boukhris.
Bouattour devient ministre de la Plume le 26 novembre 1864 et assiste à la signature du traité du Bardo. Au lendemain de l'installation du protectorat français de Tunisie, il est nommé grand vizir en 1882, poste qu'il occupe jusqu'en 1907. Il est le premier Tunisien de souche à occuper ce poste après les divers mamelouks beylicaux. Il s'efface cependant devant la personnalité du résident général de France en Tunisie, Paul Cambon, qui réorganise et dirige dès 1882 l'administration tunisienne.
Au lendemain de l'installation d'Ali III Bey à La Marsa, le ministre rachète la grande villa du médecin italien de Sadok Bey et s'y installe jusqu'à sa mort. Il figure parmi les ministres inhumés dans le mausolée du Tourbet El Bey situé dans la médina de Tunis.